# Mikael Wendt
Mikael Wendt, född 18 juli 1956 i Johanneberg i Göteborg, är en svensk politiker, rektor, låtskrivare och textförfattare. Han har varit rektor på Kavelbrogymnasiet från slutet av 2018. Han var tidigare ordförande och gruppledare för Folkpartiet i Skövde och var 2013-2018 verksam som rektor i Halmstad, vid Drottning Blankas gymnasium respektive Östergårdsskolan.
Wendt har bland annat haft framgångar med vinnande bidrag i Melodifestivalen 1987, då Lotta Engberg vann med sången (Fyra Bugg & en Coca Cola) och Melodifestivalen 1990 då Edin-Ådahl vann med sången Som en vind. Han sågs senast som producent i melodifestivalsammanhang när Charlotte Nilsson vann 1999 och även tog hem segern med "Tusen och en natt" i Eurovision Song Contest 1999, då på engelska som "Take Me to Your Heaven".
Wendt studerade vid Göteborgs universitet och är utbildad musiklärare, men började ägna sig alltmer åt musiken. Han spelade under denna tid bland annat i Lotta & Anders Engbergs orkester. I mitten av 1980-talet började han också att skriva musik tillsammans med Christer Lundh, ett samarbete som lett till flera placeringar på Svensktoppen. Flera av bland annat Lotta Engbergs sånger har skrivits av Mikael Wendt och Christer Lundh.
I början av 1990-talet avslutade Wendt turnélivet och arbetade allt mer som kompositör och sedermera även som producent. Bland de artister han producerat finns Vikingarna, Thorleifs och en tidig Peter Jöback.
Wendt blev tillsammans med Christer Lundh SKAP-stipendiat år 1994.
Wendt har tre barn och är farbror till fotbollsspelaren Oscar Wendt.